# Hank Worden
Hank Worden, nato Norton Earl Worden (Rolfe, 23 luglio 1901 – Los Angeles, 6 dicembre 1992), è stato un attore statunitense.

## Filmografia parziale

### Cinema
- Ghost-Town Gold, regia di Joseph Kane (1936)
- The Night Riders, regia di George Sherman (1939)
- Bandits and Ballads, regia di Lou Brock (1939)
- Al di là del domani (Beyond Tomorrow), regia di A. Edward Sutherland (1940)
- Code of the Outlaw, regia di John English (1942)
- Sorelle in armi (So Proudly We Hail!), regia di Mark Sandrich (1943) - non accreditato
- Cielo giallo (Yellow Sky), regia di William A. Wellman (1948)
- Il fiume rosso (Red River), regia di Howard Hawks e Arthur Rosson (1948)
- Il massacro di Fort Apache (Fort Apache), regia di John Ford (1948)
- Filibustieri in gonnella (The Sainted Sisters), regia di William D. Russell (1948)
- La quercia dei giganti (Tap Roots), regia di George Marshall (1948)
- In nome di Dio (The Three Godfathers), regia di John Ford (1948)
- Cover Up, regia di Alfred E. Green (1949)
- Il figlio del delitto (Red Canyon), regia di George Sherman (1949)
- La carovana dei mormoni (Wagon Master), regia di John Ford (1950)
- Colpo di scena a Cactus Creek (Curtain Call at Cactus Creek), regia di Charles Lamont (1950)
- Comin' Round the Mountain, regia di Charles Lamont (1951)
- Sugarfoot, regia di Edwin L. Marin (1951)
- Il grande cielo (The Big Sky), regia di Howard Hawks (1952)
- L'assedio degli Apaches (Apache War Smoke), regia di Harold F. Kress (1952)
- Minnesota (Woman of the North Country), regia di Joseph Kane (1952)
- Il cacciatore di indiani (The Indian Fighter), regia di André De Toth (1955)
- I gangster non perdonano (Accused of Murder), regia di Joseph Kane (1956)
- Sentieri selvaggi (The Searchers), regia di John Ford (1956)
- Fiamme sulla grande foresta (Spoilers of the Forest), regia di Joseph Kane (1957)
- Massacro ai grandi pozzi (Dragoon Wells Massacre), regia di Harold D. Schuster (1957)
- Una pistola tranquilla (The Quiet Gun), regia di William F. Claxton (1957)
- Quaranta pistole (Forty Guns), regia di Samuel Fuller (1957)
- La frusta dell'amazzone (Bullwhip), regia di Harmon Jones (1958)
- Soldati a cavallo (The Horse Soldiers), regia di John Ford (1959)
- La battaglia di Alamo (The Alamo), regia di John Wayne (1960)
- I dannati e gli eroi (Sergeant Rutledge), regia di John Ford (1960)
- I due volti della vendetta (One-Eyed Jacks), regia di Marlon Brando (1961)
- McLintock!, regia di Andrew V. McLaglen (1963)
- Il Grinta (True Grit), regia di Henry Hathaway (1969)
- Chisum, regia di Andrew V. McLaglen (1970)
- Il grande Jake (Big Jake), regia di George Sherman (1971)
- La stella di latta (Cahill U.S. Marshal), regia di Andrew V. McLaglen (1973)
- Un mercoledì da leoni (Big Wednesday), regia di John Milius (1978)
- Filo da torcere (Every Which Way But Loose), regia di James Fargo (1978)
- Bronco Billy, regia di Clint Eastwood (1980)
- Hammett - Indagine a Chinatown (Hammett), regia di Wim Wenders (1982)
- A 30 secondi dalla fine (Runaway Train), regia di Andrej Končalovskij (1985)
- Un angelo da quattro soldi (Almost an Angel), regia di John Cornell (1990)

### Televisione
- Climax! – serie TV, episodio 3x22 (1957)
- Gli uomini della prateria (Rawhide) – serie TV, episodi 2x14-3x09 (1960)
- The Travels of Jaimie McPheeters – serie TV, episodi 1x14-1x15 (1963)
- Petticoat Junction – serie TV, 6 episodi (1966-1968)
- Iron Horse – serie TV, episodio 2x13 (1967)
- Lancer – serie TV, episodio 1x09 (1968)
- I segreti di Twin Peaks (Twin Peaks) – serie TV, 4 episodi (1990-1991)

## Doppiatori italiani
Nelle versioni in italiano delle opere in cui ha recitato, Hank Worden è stato doppiato da:
- Bruno Persa ne Il massacro di Fort Apache
- Stefano Sibaldi in In nome di Dio
- Nino Bonanni ne Il cacciatore di indiani
- Leo Garavaglia in Sentieri selvaggi
- Olinto Cristina ne I dannati e gli eroi
- Giovanni Saccenti in McLintock!
- Leonardo Severini ne Il Grinta
- Marcello Mandò in Bronco Billy
- Vincenzo Ferro ne I segreti di Twin Peaks
- Renato Izzo ne I segreti di Twin Peaks (ep. 2x07)